# Volker Jörn Walpuski
Volker Jörn Walpuski (* im 20. Jahrhundert) ist ein deutscher Religionspädagoge, Supervisor und Organisationsberater sowie Professor für Supervision und Coaching an der Evangelischen Hochschule Freiburg.

## Leben
Nach dem Abitur studierte Walpuski Religionspädagogik an der Evangelischen Fachhochschule Hannover und arbeitete anschließend zunächst für Jugendverbände und in der Erwachsenenbildung. Nach einem Abschluss als Master of Arts in Diakoniemanagement an der Kirchlichen Hochschule Wuppertal/Bethel wechselte er in die Organisationsberatung für das Hochschul-Informations-System. Nach einem weiteren Masterabschluss in Mehrdimensionaler Organisationsberatung an der Universität Kassel und freiberuflicher Tätigkeit als Supervisor und Mediator und einer Stelle als Wissenschaftlicher Mitarbeiter an der Hochschule Hannover bei Frank Austermann promovierte er 2023 in Erziehungswissenschaften an der Universität Bielefeld bei Katharina Gröning mit einer historischen Forschungsarbeit zur frühen Geschichte der Supervision. Im selben Jahr wurde er an die Evangelische Hochschule Freiburg berufen, wo er mit Wintersemester 2024/25 die Studiengangsleitung des Masterstudiengangs Supervision und Coaching übernahm. Seine Forschungsschwerpunkte sind Beratungswissenschaft, die Geschichte der Sozialen Arbeit und Supervision sowie Digitalisierungsprozesse.
Walpuski ist verheiratet.

## Schriften (Auswahl)
- Mitherausgeber der Onlinezeitschrift Forum Supervision
- (2024): Zwischen Restauration und Inneren Reformen. Cora Baltussens transnational kontextualisiertes Leben und Wirken als Beitrag zur Entwicklung der Supervision in der Bundesrepublik Deutschland in den 1960er Jahren. Weinheim: Beltz Juventa (Edition Soziale Arbeit), ISBN 978-3-7799-7677-6.
- (2022): Dora von Caemmerer: Von der Volkspflegerin zur Pionierin für Supervision. In: Ralph-Christian Amthor, Carola Kuhlmann, Birgit Bender-Junker (Hrsg.): Kontinuitäten und Diskontinuitäten Sozialer Arbeit nach dem Ende des Nationalsozialismus. Band 1: Berufsbiografische Verläufe zwischen ideologischen Kontinuitäten, Migration und Reeducation. Beltz Juventa, Weinheim/ Basel 2022, ISBN 978-3-7799-6352-3, S. 204–219.
- (2020): Supervision als neues Element von Fachlichkeit in der Fürsorge nach 1945. Ein Beitrag zur historisch-kritischen Rekonstruktion der Einführung in Deutschland und Europa. In: Susanne Businger, Martin Biebricher (Hrsg.): Von der paternalistischen Fürsorge zu Partizipation und Agency. Der gesellschaftliche Wandel im Spiegel der Sozialen Arbeit und der Sozialpädagogik. Zürich 2020, ISBN 978-3-0340-1590-5, S. 59–78. (chronos-verlag.ch, pdf)
- (1999) mit Hanns-Stephan Haas, Elena Campos, Christine Freytag, Anja Marwede: Diakonat und Gefangenenseelsorge. Zu einer möglichen Berufsperspektive für Diakoninnen und Diakone (Quellen und Forschungen zum evangelischen sozialen Handeln, 11), Hemmingen, ISBN 978-3-928488-12-9.